# Los Watson

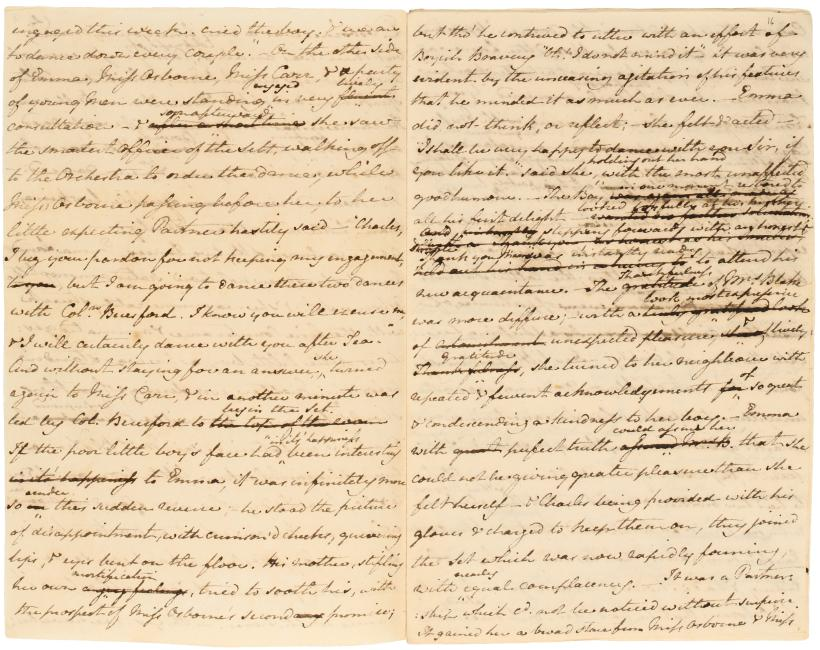
Manuscrito de la novela inconclusa de Jane Austin, The Watsons

Los Watsons es una novela incompleta de Jane Austen. Comenzó a escribirla en 1803 y probablemente dejara de escribirla tras la muerte de su padre en enero de 1805. La novela está compuesta por cinco capítulos. El posible final que Jane Austen había pensado y que su hermana Cassandra le confesó a la editorial, aparece resumido al final del libro.

## Contexto
En este libro se aprecia la madurez que ha perseguido a Jane Austen a través de sus obras. Y al igual que en el resto de sus novelas, hace una crítica a la sociedad en relación con el problema que suponía para una mujer disponer de independencia económica, además de hablar del limitado papel que la mujer representaba en la sociedad.

## Sinopsis
Emma Watson asiste a su primer baile. Su belleza e ingenuidad harán que todas las miradas se centren en ella. ¿Es eso la felicidad para una joven en la Inglaterra de la Regencia…?

## Argumento
El Sr. Watson es un clérigo viudo que tiene dos hijos y cuatro hijas. La más joven, llamada Emma, ha sido educada por una tía rica, por lo que su vida y educación ha sido más refinada que la de sus hermanas. Pero, tras casarse por segunda vez, Emma se ve obligada a regresar a la casa de su padre. Allí se siente como en un mundo totalmente diferente debido a la imprudencia de dos de sus hermanas. Sin embargo, en Elizabeth, su hermana mayor, encuentra esa bondad y responsabilidad que tanto anhelaba. 

Cerca de los Watson viven los Osbornes, una familia adinerada. Emma atrae la atención de Lord Osborne, mientras que una de sus hermanas persigue al arrogante amigo de Lord Osborne, Tom Musgrave.

## Publicación
A mediados del siglo XIX su sobrina, Catherine Hubback, finalizó la novela y la publicó bajo el nombre de The Younger Sister. 

El manuscrito original se vendió el 14 de julio de 2011 por 850.000 libras esterlinas a la Bodleian Library. 

## Páginas externas
- «Los Watson». Consultado el 25 de octubre de 2017.
- «Los Watson - Jane Austen». 2 de septiembre de 2012. Consultado el 25 de octubre de 2017.

- Datos: Q769075